# Петлюра, Александр (художник)
Алекса́ндр Петлю́ра (настоящее имя Александр Ильич Ляшенко; род. 20 июля 1958, Меловое, Луганская область) — российский художник широкого профиля, перформер, куратор, режиссёр] актёр, обладатель уникальной коллекции одежды и предметов быта советской эпохи.

## Биография
Родился в посёлке Меловом (Луганская область) шестым ребёнком в семье. В 1970 окончил Новопсковскую школу интернат, в 1972 — Ворошиловградское (Луганское) профессионально-техническое училище по специальности «токарь третьего разряда». С 1973 по 1976 учился во Владимирском училище по специальности «маляр по альфрейным и живописным работам». В 1982 поступил в Харьковский художественно-промышленный институт, но был отчислен за отказ изучать воспоминания Брежнева (трилогия «Малая земля. Возрождение. Целина»). Затем восстановил обучение уже в Москве, в Высшем художественно-промышленном училище (Строгановка), которое окончил в 1988 по специальности проектирования интерьеров, выставок и реклам.
Ещё будучи студентом, начинал активно сотрудничать с Московской рок-лабораторией, создавая оформление первых в стране рок-концертов; принимал активное участие в развитии неформального искусства в целом: активно участвовал в подпольных художественных выставках и акциях, выступал организатором и куратором некоммерческих фестивалей, помогал начинающим художникам, читал лекции, безвозмездно участвовал в организации и проведении нон-профитных проектов. В 1988 году участвовал в открытии первой Свободной Академии Искусств (при Всесоюзном Центре Кино и Телевидения для Детей и Юношества им. Ролана Быкова) и затем стал её президентом.
В 1990 году организовал в центре Москвы арт-коммуну (сквот) «Заповедник искусств на Петровском бульваре», которая становится генератором идей в нетрадиционных искусствах и одним из самых модных тусовочных мест Москвы на ближайшие пять лет. В 1995 сквот закрывается, в здания запускаются офисы различных коммерческих организаций. Деятельность Заповедника переходит в небольшой подвал на территории Высоко-Петровского монастыря. Подвал получает в дальнейшем название «ДК Петлюра», становится излюбленным местом для неформальных встреч, выставок, перформансов, концертов не только для представителей отечественной андерграундной и творческой среды, но и обязательным местом для посещения иностранных звёзд мировой величины, таких как: Лидия Ланч, Роберт Уилсон, Нина Хаген, Джей-Джей Йохансон, Чарли Уинстон, Оливер Стоун и т. д. Деятельность «ДК Петлюра» приостанавливается в 2017 году в связи с переходом подвала в собственность Высоко-Петровского монастыря.
С конца 1970-х занимается сбором редких объектов, созданных в стране, а также импортированных на территорию бывшего СССР на протяжении всего 20-го века, за счёт собственных средств. На рубеже 20-го века коллекция насчитывала: около 2000 пар обуви, порядка 1500 мужского и женского костюма, около 1000 единиц мужского и женского белья, около 3000 единиц аксессуаров, а также 2000 предметов быта и т. д. На основе собранной коллекции создаются театральные действия, перформансы, видео и фото акции. За последние 10 лет вещи из коллекции участвовали в десятках различных выставок, как в нашей стране, так и за рубежом, а также участвовали в театральных постановках и кинокартинах отечественных и зарубежных режиссёров.
Самая любимая модель и актриса множества проектов Петлюры — Пани Броня.
Дочь — модель Симона Куст (род. 2002).
Живёт и работает в Москве.

## Персональные выставки и перформансы
- 1988 — Выставка-акция «Новые символисты», Дом художника «Кузнецкий Мост», Москва, Россия.
- 1988 — Перформанс «Русские танки — самые прочные в мире, потому что они из железа», Прага, Чехословакия.
- 1989 — Акция «Один на один с капитализмом», посвящённая падению Берлинской стены, Берлин, Германия.
- 1990 — Акция «Красный Крест», Гамбург — Москва.
- 1991 — Перформанс в рамках интернациональной выставки «Тело к телу», Грац, Австрия.
- 1991 — Акция «Русский Моцарт», Грац, Австрия.
- 1992 — Перформанс «America forever bliat» в рамках интернационального фестиваля «Paternoster 3», Берлин, Германия.
- 1992 — Перформанс «Снегурочки не умирают» на фестивале «Восток — Запад» в Potsdam Fabric, Потсдам, Германия.
- 1993 — Акция «Бангладеш», Москва, Россия.
- 1994 — Балет «Белое облачко» в рамках фестиваля «Steirischer Herbst», Грац, Австрия.
- 1996 — Фильм «Давай, давай, моя хорошая» на кинофестивале в Любляне, Словения.
- 1996 — Перформанс «Тирольские напевы» под лозунгом «Я чемпион мира по мусору» на фестивале «Steirischer Herbst», Грац, Австрия.
- 1996 — Проект (выставка, акция, концерт) «Русская Зона» совместно с Бернахдом Вольфом, Грац, Австрия.
- 1998 — Первое место на фестивале Альтернативная Мисс Мира" Архивная копия от 26 сентября 2013 на Wayback Machine в представительстве своей любимой модели Пани Брони, Лондон, Англия.
- 2000 — Перформанс «Second Hand Dreams» на фестивале «Половодье», Магнитогорск, Россия.
- 2000 — Перформанс «17 мгновений до весны» на фестивале «Public Art in Lower Austria», Кремс-ан-дер-Донау, Австрия.
- 2000 — Перформанс на выставке «Bal des Excentriques», Париж, Франция.
- 2000—2001 — Перформанс длиною в год (12 частей) «Империя в вещах», Культурный центр «Дом» Архивная копия от 19 декабря 2018 на Wayback Machine, Москва, Россия.
- 2001 — Выставка нижнего белья «Память тела», Нижний Новгород — Санкт-Петербург — Москва — Омск, Россия.
- 2001 — Перформанс «17 мгновений до весны» в рамках выставки «Русское безумие», Валенсия, Испания.
- 2001 — Перформансы «Белое» и «Черное», Третья Всемирная Театральная Олимпиада, Москва, Россия.
- 2001 — Выставка и костюмированная акция в Schloss Grafenegg, Австрия.
- 2001 — Мастер-класс в Академии искусств Роберта Уилсона «Water Mill Center», Перформанс «Сон писателя», по мотивам произведения Н. В. Гоголя «Игроки». Нью-Йорк, США.
- 2001 — Перформанс «Сон Н. В. Гоголя» на фестивале «Половодье» г. Магнитогорск, Россия.
- 2001 — Перформанс «Дружба народов», Интернациональный фестиваль современного театра «Homo Novus», Рига, Латвия.
- 2002 — Альтернативный бал «Ball of the bad taste», Перформанс «Jack The Ripper never dies», театр Rabenhof, Вена, Австрия.
- 2002 — 20 апреля — 16 июня Выставка «De Moscou», галерея le Quartier, Кампер, Франция.
- 2002 − 1 мая «Первомай» Театрально-костюмированное шоу совместно с С. Бугаевым (Африка), замок, Париж, Франция.
- 2002 — Выставка «ANTI-Fashion» White Space Gallery, Лондон, Великобритания.
- 2002 — Серия перформансов «Империя в вещах», Интернациональный театральный фестиваль «Theater der Welt», Дюссельдорф, Германия.
- 2002 — Выставка «Х — Apartment», Интернациональный театральный фестиваль «Theater der Welt», Дюссельдорф, Германия.
- 2002 — Перформанс «Дружба народов», Костюмированная акция в городском трамвае «Добро пожаловать», Мюнхен, Германия.
- 2002 — Перформанс «Обольщение», Фестиваль уличных театров «FriendZ», Люцерн, Швейцария.
- 2002 — Перформанс «Мир Петлюры», Фонд Картье, Париж, Франция
- 2003 — Перформанс «Поезд № 1 „Красная Стрела“ Ленинград — Москва» в проекте «Спб. bildende. diskurs. film. rock» в рамках фестиваля «Грац — культурная столица Европы 2003», Грац, Австрия.
- 2003 — Инсталляция «Символы времён» в проекте «Последствие», представленном французским Центром Современного Искусства le Quartier, при поддержке Государственного Центра Современного Искусства, на выставке Арт-Москва 2003, ЦДХ, Москва, Россия.
- 2003 — Перформанс «Москва Златоглавая» на фестивале «Половодье» г. Магнитогорск, Россия.
- 2004 — Инсталляция на выставке «Faster then history», Музей Современного Искусства Kiasma, Хельсинки, Финляндия.
- 2004 — Фотосессия и перформанс «17 мгновений до весны» в проекте «Erinnerungen an die russen in niederosterreich», Вена, Австрия.
- 2004 — Перформанс «Наблюдение за наблюдателями» на фестивале «la Batie — festival de genev», Женева, Швейцария.
- 2004 — Перформанс «Наблюдение за наблюдателями» в Kaai Theater, Брюссель, Бельгия.
- 2004 — Инсталляция на выставке «За красным горизонтом», Центр Современного Искусства «Уяздовский Замок», Варшава, Польша.
- 2005 — Инсталляция на выставке «Постскриптум», Государственный Центр Современного Искусства, Москва, Россия.
- 2005 — Инсталляция на выставке «Грац-Москва. Между Перестройкой и памятником Терминатору. И дальше.» Государственный Центр Современного Искусства, Москва, Россия.
- 2005 — Персональная выставка работ Пани Брони в галерее на «Арт-Стрелке», Москва, Россия.
- 2005 — Перформанс «Наблюдая за наблюдателями» на Интернациональном Фестивале Современного Спектакля, Болонья, Италия.
- 2005 — Перформанс и персональная выставка в галерее на «Арт-Стрелке», Москва, Россия.
- 2005 — Перформанс «Улица Правды» на Международном Фестивале «Europalia.Russia», Брюссель, Бельгия
- 2005 — Перформанс «Улица Правды» на театральном фестивале, Гент, Бельгия.
- 2006 — Перформанс «Показ зимней одежды стиля „Чебурашка’70“». Арт-Стрелка, Москва, Россия.
- 2006 — Перформанс «Русский Моцарт» и персональная фотовыставка на фестивале «Feldkirch Festival», Feldkirch, Австрия.
- 2007 — Перформанс и фотовыставка «Миру-Мир» Gaz Галерея, Москва, Россия.
- 2007 — Инсталляция, показ и лекция на выставке «Таймырский Кактус» в рамках Музейной Ночи г. Норильск, Россия.
- 2007 — Перформанс «Миру-Мир» на фестивале «Половодье», Магнитогорск, Россия.
- 2007 — Фотовыставка «Империя в вещах» в галерее Ernst Hilger, Вена, Австрия.
- 2007 — Лекции в Академии Текстиля и Дизайна, Женева, Швейцария.
- 2007 — Перформансы и инсталляции на выставке «Off the Wall. Dialogs», Женева, Швейцария.
- 2009 — «Русское безумие», Биеннале (Кураторы: Роберт Уильсон, Питер Гринавей, Эмир Кустурица), Валенсия, Испания.
- 2009 — Инсталляция «От белого до чёрного» в рамках проекта Роберта Уилсона Архивная копия от 26 апреля 2021 на Wayback Machine, Музей современного искусства Архивная копия от 22 сентября 2013 на Wayback Machine, Валенсия, Испания.
- 2009 — «Улица правды», куратор и участник проекта (перформанс в восьми частях"), Берлин, Германия.
- 2010 — «Похищение Украины», акция проекта АРТ_СКВОТ в рамках Gogol-Fest, Киев, Украина.
- 2010 — «Снегурочки не умирают», перформанс на фестивале «Неизвестная Сибирь» (недоступная ссылка), Лион, Франция.
- 2010 — «Боги вы здесь!», куратор проекта, посвященного столетию футуризма. Лунц, Австрия.
- 2011 — «Инсталляция длиной в жизнь», ГЦСИ, Москва, Россия.
- 2011 — «Позорище», персональная выставка, «Галерея на Солянке», Москва, Россия.
- 2011 — «Мода от урода», перформанс в рамках выставки «Альтернативная мода до прихода глянца», Музей современного искусства «Гараж», Москва, Россия.
- 2011 — «Дом художника» «Южное Бутово/Спальный район» Архивная копия от 14 ноября 2017 на Wayback Machine
- 2012 — Лекция «Чемоданы Александра Петлюры». Перформанс «Сцены из московской жизни».2012 — перформанс «Улеты в никуда»
- 2012 — перформанс «Редеконструкция» совместно с арт-группой «DADANET». Москва, Россия.
- 2012 — Инсталляция «Улица Правды» в рамках выставки «Альтернативная мода», Дубровник, Хорватия.
- 2012 — Инсталляция «Thanks GOD i’m VIP», координатор проекта «Кинофабрика Мишеля Гондри», центр современной культуры «Гараж» Архивная копия от 31 августа 2013 на Wayback Machine, Москва, Россия.
- 2012 — Инсталляция «Мусор как барометр культуры страны», дизайн-завод ФЛАКОН, Москва, Россия.
- 2013 — Перформанс «7 DAYS Performances», Центральный округ, Вена, Австрия.
- 2014 — «Путешествие с шиком и без», Всероссийский музей декоративно-прикладного и народного искусства, Москва, Россия
- 2015 — Перфоманс, Фестиваль «Остров 90-х» Архивная копия от 14 декабря 2017 на Wayback Machine, парк «Музеон»
- 2016 — Инсталляция «ОбличьЯ. Больше, чем реальность»[1], В Шереметьевском дворце, Санкт-Петербург, Россия
- 2016 — выставка «Мир глазами моли» в рамках проекта «Заземление-2», Галерея «Граунд Песчаная», Москва, Россия
- 2016 — выставка «Личное, детское. Екатерина Сысоева, Александр Петлюра». Архивная копия от 14 ноября 2017 на Wayback MachineГалерея «Открытый клуб»
- 2017 — Инсталляция «Сны Петровского бульвара»[2], галерея XXI века, Москва, Россия
- 2017 — Лекция «Бурдюк-Бурлеск»[3]. Галерея «На Каширке», Москва, Россия
- 2017 — Инсталляция. Международный выставочный проект «TERRA_TABULA»/ПИСЬМЕНА_НА_ЗЕМЛЕ. Галерея «На Каширке»[4], Москва, Россия

## Театр и кино
- 1992 — Снял слайд-фильм «Снегурочки не умирают».
- 1993 — Снял фильм «Давай, давай, моя хорошая» из цикла «Субъекты и объекты».
- 1994 — Снялся в главной роли в фильме «Орфей и Эвридика», реж. Кейт Пюри.
- 1998 — Создал костюмы для главной героини в спектакле «Ивонна», реж. Олег Рыбкин.
- 1998 — Снялся в фильме «Мечта», реж. Павел Санаев.
- 1999 — Снялся в фильме «Ты следующий», реж. А. Марягин.
- 1999 — Создал костюмы к спектаклю «Шаман и Снегурочка», реж. Александр Пономорев.
- 2002 — Снялся в одной из главных ролей в фильме «Копейка», реж. Иван Дыховичный.
- 2002 — Создал костюмы к спектаклю «Обломок», реж. С. Зуев.
- 2002 — Театральный фестиваль «Театр мира», Дюссельдорф, Германия.
- 2008 — Создал костюмы к фильму «Все умрут, а я останусь», реж. Валерия Гай-Германика.
- 2009 — Создал костюмы к фильму «Мишень», реж. Александр Зельдович.
- 2009 — Снялся в фильме «Доброволец», реж. Руслан Маликов и Эдуард Бояков.
- 2010 — Документальный спектакль «Театр-Хуятр на славянский, блять, манер».
- 2011 — Создал костюмы к спектаклю «Сквоты», реж. Руслан Маликов.
- 2012 — Создал костюмы к спектаклю «На дне», реж. Владимир Портнов.
- 2013 — Создал костюмы и сценографию к постановке «Европера № 3 & 4», реж. Наталия Анастасьева-Лайнер Архивная копия от 6 декабря 2018 на Wayback Machine.
- 2013 — Создал костюмы к спектаклю «Нурофеновая эскадрилья» Архивная копия от 6 декабря 2018 на Wayback Machine, реж. Руслан Маликов.
- 2013 — Создал костюмы к многосерийному фильму «Она не могла иначе», реж. Александр Ефремов.
- 2015 — Создал костюмы к спектаклю «Выключатель», реж. Дмитрий Брусникин, Максим Курочкин, Михаил Мокеев, Олег Тополянский.
- 2016 — Создал костюмы к спектаклю «Прикасаемые» Архивная копия от 15 октября 2017 на Wayback Machine, реж. Руслан Маликов.
- 2016 — Создал костюмы к Медиа-спектаклю «За ритмом» Архивная копия от 14 ноября 2017 на Wayback Machine, реж. Андрей Афонин.
- 2017 — Один из идеологов творческой лаборатории, документальный спектакль о Дивногорье «Чётки» Архивная копия от 13 ноября 2017 на Wayback Machine, реж. Руслан Маликов.

## Документальные фильмы о деятельности Александра Петлюры
- 1989 — «Нескучный сад», советско-американское производство, реж. Виктор Гинсбург.
- 1991 — «Белая река», Польское творческое объединение «Доктор Воткинс», реж. Ежи Залесски.
- 1992 — «Кошкин Дом», Студия документального кино, реж. Евгения Головня.
- 1993 — «Принцип Брони», Германия, реж. Штефан Шнайдер.
- 1993 — «Петровский бульвар 12» или «Mordsliebe Moskau», WDR 3, Германия, реж. Соня Микич[англ.].
- 1997 — «Неоновая Москва», Abschied, ARD, Германия, реж. Соня Микич[англ.].
- 1998 — «Moskau ein gedicht», NZZ, Швейцария.
- 1999 — «Ай-да-люли» Архивная копия от 15 августа 2013 на Wayback Machine, Нидерланды реж. Мирьям Ван Вилен.
- 2018 — «Петлюра в монастыре», реж. Андрей Киселёв.